# Hạ chí
Tiết hạ chí (tiếng Hán: 夏至; bính âm: ‘‘xiàzhì’’) theo lịch Trung Quốc cổ đại, là tiết khí khởi đầu từ điểm giữa của mùa hè, nó là một trong 24 tiết khí trong nông lịch. Theo định nghĩa này, thời điểm bắt đầu của nó trùng với điểm hạ chí (tiếng Anh: summer solstice) tại Bắc Bán cầu theo quan điểm của khoa học phương Tây. Tuy nhiên, theo khoa học phương Tây thì điểm hạ chí lại là điểm bắt đầu của mùa hè tại Bắc Bán cầu và tương ứng là bắt đầu mùa đông ở Nam Bán cầu, thời điểm mà Mặt Trời lên tới điểm cao nhất về phía bắc trên bầu trời để rồi sau đó bắt đầu quay trở lại phía nam.
Trong thiên văn học phương Tây, điểm hạ chí là thời điểm được gọi là summer solstice (IPA: /ˈsʌmə ˈsɒlstɪs/) hoặc cũng là estival solstice, xảy ra khi một trong hai cực của Trái Đất có độ nghiêng tối đa về phía Mặt Trời. Nó xảy ra hai lần mỗi năm, một lần ở mỗi bán cầu (Bắc và Nam). Ở mỗi bán cầu này, ngày hạ chí là khi Mặt Trời đạt vị trí cao nhất trên bầu trời và là ngày có thời gian sáng dài nhất. Vào ngày hạ chí, độ nghiêng trục tối đa của Trái Đất đối với Mặt Trời là 23,44°.
- Theo quy ước, tiết hạ chí là khoảng thời gian bắt đầu từ khoảng ngày 21 hay 22 tháng 6 khi kết thúc tiết mang chủng và kết thúc vào khoảng ngày 7 hay 8 tháng 7 trong lịch Gregorius theo các múi giờ Đông Á khi tiết tiểu thử bắt đầu. Khoảng thời gian này liên quan đến vị trí của hành tinh trên quỹ đạo quanh Mặt Trời. Nó là lúc kinh độ Mặt Trời bằng 90 độ. Theo tập quán phương Tây, đây là thời điểm bắt đầu mùa hè ở Bắc Bán cầu và mùa đông ở Nam Bán cầu.
- Theo quy ước, tiết đông chí là khoảng thời gian bắt đầu từ ngày 21 hay 22 tháng 12 (dương lịch), khi kết thúc tiết đại tuyết, và kết thúc vào khoảng ngày 5 hay 6 tháng một trong lịch Gregorius, theo múi giờ Đông Á khi tiết tiểu hàn bắt đầu,[2] như bảng sau:[3]

| Tháng | Tháng ba | Tháng ba | Tháng sáu | Tháng sáu | Tháng chín | Tháng chín | Tháng chạp | Tháng chạp |
| Năm   | Ngày     | Giờ      | Ngày      | Giờ       | Ngày       | Giờ        | Ngày       | Giờ        |
| ----- | -------- | -------- | --------- | --------- | ---------- | ---------- | ---------- | ---------- |
| 2018  | 20       | 16:15    | 21        | 10:07     | 23         | 01:54      | 21         | 22:23      |

Theo thuật ngữ thiên văn học của phương Tây, đó là thời điểm có liên quan đến vị trí của hành tinh trên quỹ đạo quanh Mặt Trời. Nó là lúc Mặt Trời nằm tại kinh độ 270 độ ở Bắc Bán cầu, và cũng là ngày bắt đầu mùa hạ tại Bắc Bán cầu và ngày bắt đầu mùa đông tại Nam Bán cầu.

## Trên Trái Đất
Định nghĩa một: Tại Bắc Bán cầu, ngày hạ chí là ngày mà khoảng thời gian ban ngày dài nhất và thời gian ban đêm ngắn nhất. Thời gian này thông thường rơi vào ngày 21 tháng 6 hoặc 22 tháng 6. Khi đó tại Nam Bán cầu thì khoảng thời gian ban ngày lại là ngắn nhất. Tuy nhiên cách định nghĩa này có phần không rõ ràng do độ nghiêng lớn nhất của trục quay Trái Đất là xấp xỉ 23,45° nên đối với những người quan sát ở các vĩ độ cao hơn 66,55° vĩ bắc sẽ thấy thời gian ban ngày trong những ngày cận kề trước và sau ngày hạ chí ở nửa bán cầu này có thể kéo dài đến 24 h (Xem thêm ban ngày vùng cực và đêm trắng để biết thêm chi tiết). Ngược lại, ở Nam Bán cầu, đối với những người quan sát ở các vĩ độ cao hơn 66,55° vĩ nam sẽ thấy thời gian ban đêm trong những ngày cận kề với ngày hạ chí ở Bắc Bán cầu có thể kéo dài đến 24 giờ (xem thêm: Ban đêm vùng cực). Do vậy không thể biết chính xác ngày nào là ngày hạ chí theo kiểu định nghĩa này.

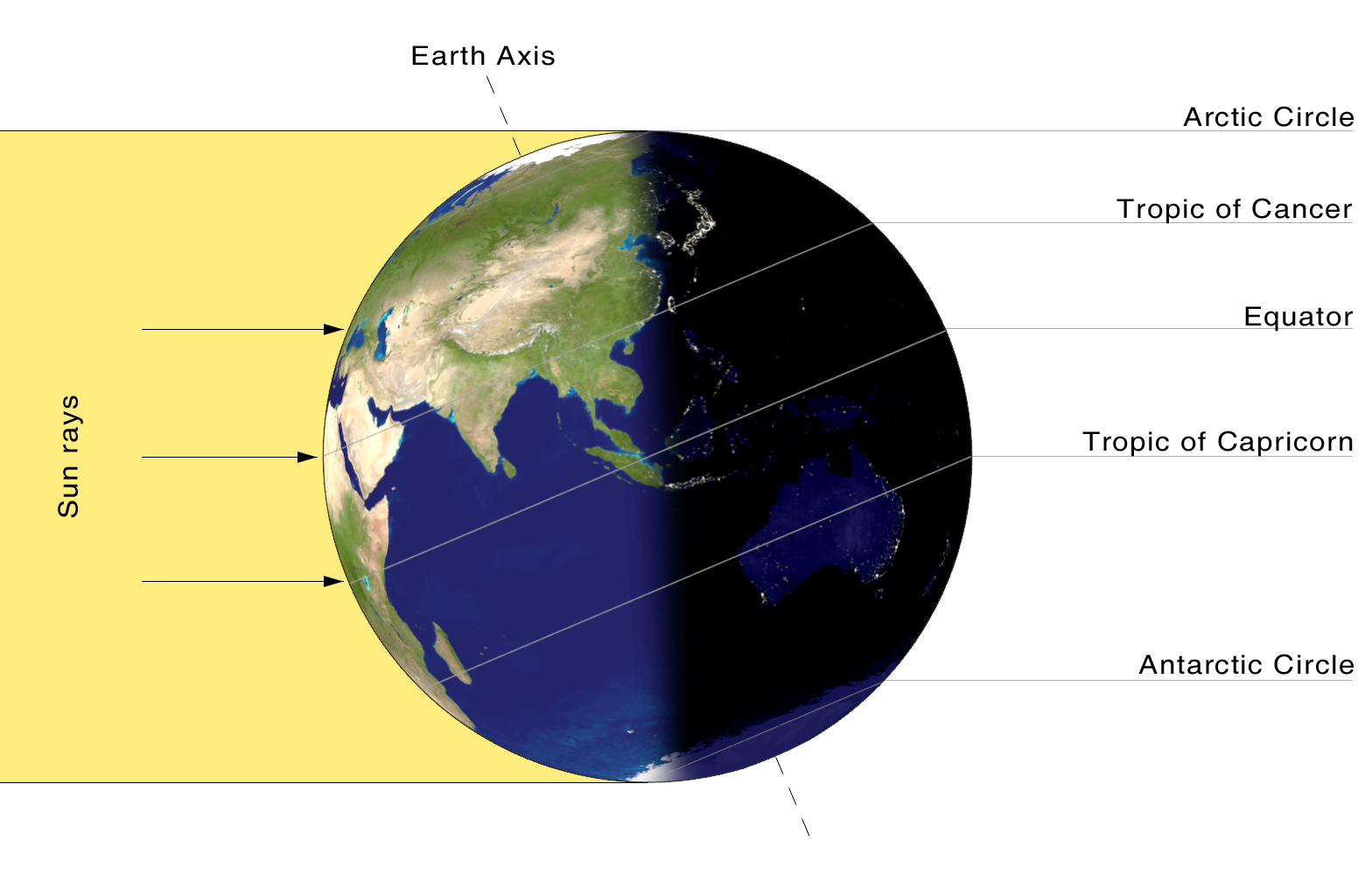
Sự chiếu sáng Trái Đất bởi Mặt Trời vào thời điểm hạ chí ở Bắc Bán cầu.

Định nghĩa hai: ngày hạ chí là ngày chứa điểm hạ chí tính theo múi giờ địa phương. Theo quan điểm của người Trung Hoa và các dân tộc chịu ảnh hưởng của nền văn hóa Trung Quốc cổ đại thì ngày hạ chí là phù hợp với các tính toán của thiên văn học đối với Bắc Bán cầu. Xem thêm: Tiết khí.
Giữa mùa hè là khoảng thời gian quanh ngày hạ chí đối với nhiều nước, tuy có ngoại lệ như Hoa Kỳ thì hạ chí lại là ngày bắt đầu mùa hè. Có nhiều lễ hội truyền thống được tổ chức vào ngày hạ chí như lễ hội Sankt Hans Aften của Đan Mạch hay lễ hội Litha của đạo Wicca, một trong tám lễ hội Sabbat của những người theo đạo đa thần giáo kiểu mới (neopagan) này.